# The Love Generation
The Love Generation war eine US-amerikanische Pop-Rock-Band, die als Backgroundsänger an den frühen Alben der Partridge Family mitwirkten.

## Geschichte
Die Gruppe wurde gegründet von John Bahler (* 11. November 1940) einem US-amerikanischen Sänger, Komponisten und Produzenten, sowie dessen jüngerem Bruder Tom Bahler. John und Tom waren zuvor Sänger bei den Ron Hicklin Singers.
Anfangs war die Gruppe ein Sextett, bestehend aus den Bahler Brüdern, Ann Weiß, Marilyn Miller, Mitch Gordon und Jim Wasson. John Bahler nahm den größten Anteil an den Lead-Vocals und spielte die Instrumente, später wurden die Mitglieder mehrfach ausgetauscht.
Die Gruppe veröffentlichte in 1967 und 1968 drei Alben. Die Arrangements waren dicht gestaltete Mischungen von männlich-weiblichen Gesangsharmonien und orchestriert Pop / Rock.

## Diskografie

### Alben
- 1967: The Love Generation
- 1968: Montage
- 1968: A Generation Of Love

### Singles
- 1967: Meet Me At The Love-In
- 1967: Playin' On The Strings Of The Wind
- 1967: Catching Up On Fun
- 1968: From How Sweet It Is